# Grupo Giramundo
O Giramundo é um dos grupos de teatro de bonecos brasileiro e sua sede é em Belo Horizonte, Minas Gerais.
Foi criado em 1970 pelos artistas plásticos Álvaro Apocalypse, Terezinha Veloso e Maria do Carmo Vivacqua Martins (Madu) e o nome do grupo foi uma homenagem ao boi do pai de Maria.

## História
O Grupo Giramundo surgiu a partir de iniciativa do artista plástico Álvaro Apocalypse, quando era professor da Escola de Belas Artes da UFMG e após experiências no ramo publicitário. Desejoso de desenvolver a linguagem do cinema, direcionou seu processo criativo para a produção de bonecos que sairiam mais baratos que adquirir equipamentos cinematográficos. Em outubro de 1970, seriam fabricados os primeiros bonecos.
A esposa de Apocalypse incentivava o marido e buscava reunir os familiares para assistir às montagens. Uma das alunas do criador, Maria do Carmo Vivácqua, conhecida como Madu, dava sugestões "com ideias mais urbanas e intelectuais". A primeira peça, A Bela Adormecida, estreou em 1971 no Teatro Marília, e foi o resultado de uma conjugação de experiências.
Em seguida, o grupo realizou sucessivas apresentações até solidificar sua identidade. Esse período incluiu participações em festivais universitários de Ouro Preto e um convite da UFMG para que o grupo instalasse a sede do grupo no campus.
Na década de 80, o grupo teve o maior desenvolvimento criativo desde a sua criação.
Na década seguinte, período mais audacioso, foi desenvolvida, entre outras, a Antologia mamaluca, com nuances pornográficas e anarquistas, o que impressionaria o público, embora Apocalypse estivesse decidido a não mudar as características adotadas. No final da década, o grupo foi convidado a retirar os bonecos da UFMG.
A partir de 2000, o grupo, em dificuldades, ameaçava paralisar suas atividades, já que não tinha onde abrigar seu acervo. A partir de 2003, o Giramundo conseguiu patrocínio para o teatro móvel e assim passou a fazer apresentações no interior do Estado com um caminhão-baú. Em seguida, o grupo perdeu Álvaro Apocalypse e Terezinha Veloso. Por isso, as filhas do casal, em memória dos pais, decidiram intensificar o compromisso social do grupo.
Viria após outro período difícil a conquista de uma sede própria no Bairro Floresta, em Belo Horizonte, com a consolidação de outros eixos de atuação, o que inclui congregar na mesma sede teatro, museu, escola, estúdio de cinema, animação e área de produtos.
A filha Adriana cuida das pinturas e desenhos do mestre de bonecos.
O programa da Rede Minas, Dango Balango, que em 2010 completou a terceira temporada, é produzido com bonecos do Giramundo. Na última temporada, mostra histórias em passagens de obras literárias, como as de Guimarães Rosa.
Em Lagoa Santa, o grupo conseguiu a doação de um terreno para a criação de um centro cultural, o Arquivo Apocalypse, que ainda não saiu do papel por falta de patrocínio.
Em 2005, o grupo foi responsável pelos bonecos utilizados na minissérie Hoje é Dia de Maria, baseada na obra de Carlos Alberto Soffredini e exibida pela Rede Globo.
Em 2010, o grupo entrou em turnê com a banda Pato Fu com o show Música de Brinquedo. O show da turnê foi registrado e lançado em CD/DVD em Setembro.

## Detalhes técnicos
Nos espetáculos são utilizados vários recursos e estilos de bonecos e manipulação. São utilizados bonecos simples, bonecos manipulados por fios; mamulengos, que são fantoches de luva; bonecos de vara, parecidos com estandartes; bunraku, os bonecos manipulados por três atores; e mochila, o boneco manipulado que fica apoiado nos ombros; além de adaptações próprias, como bonecos sentados, uso de máscaras e teatro de sombras.
O Galpão também utiliza técnicas como: a de balcão para manipular os bonecos menores; habitáveis para os bonecos gigantes; e pantins para os bidimensionais.
Em 2011, o espetáculo Auto da catingueira incorporou um sistema de iluminação móvel acoplado aos bonecos.

### Museu
O Giramundo preserva a maior coleção privada de marionetes do Brasil.
Aberto em 2001 para abrigar esta coleção, o Museu Giramundo reúne o acervo de bonecos produzido pelo grupo e informações sobre Teatro de Bonecos do Brasil. Em 2007, já eram mais de 850 bonecos, além de reunir centenas de projetos técnicos originais de Álvaro Apocalypse, estudos de cenografia e figurino e amplo arquivo de documentos e livros sobre Teatro de Bonecos ao redor do mundo.

### Cronologia de Espetáculos
- A Bela Adormecida (versão 1971)
- Aventuras no Reino Negro (1972)
- Saci Pererê (1973)
- Um Baú de Fundo Fundo (1975)
- A Bela Adormecida (versão 1976)
- El Retablo de Maese Pedro (1976)
- Cobra Norato (1979)
- As Relações Naturais (1983)
- Auto das Pastorinhas (1984)
- O Guarani (1986)
- Giz (1988)
- O Diário/Le Journal (versão 1990)
- A Flauta Mágica (1991)
- Le Journal (versão 1992)
- Tiradentes (1992)
- Pedro e o Lobo(1993)
- O Cortejo Brasileiro (1993)
- Antologia Mamaluca (1994)
- Ubu Rei (1995)
- O Carnaval dos Animais (1996)
- O Diário (1997)
- Gira Gerais (1997)
- O Gato Malhado e a Andorinha Sinhá (1999)
- Orixás (2001)
- Miniteatro Ecológico - O Aprendiz Natural (2002)
- Miniteatro Ecológico - Mata Atlântica (2003)
- Miniteatro Ecológico - Cerrado (2004)
- Miniteatro Ecológico -  Amazônia(2005)
- Pinocchio (2005)
- Miniteatro Ecológico - Caatinga (2006)
- A Flauta Mágica - (nova montagem e nova direção) (2006)
- Vinte Mil Léguas Submarinas (2007)
- Ramon e Maraó (2008)
- Giz(2009)
- Baú de fundo fundo - reestreia (2010)
- Alice no país das maravilhas (2010)
- Turnê Música de Brinquedo com a banda Pato Fu (2010)
- Auto da catingueira (2011)[6]

### Escola
O Giramundo sempre foi uma escola não formal, oferecendo cursos, oficinas e palestras e participando ativamente de festivais e congressos no Brasil e no exterior. Gerações de bonequeiros frequentaram suas oficinas, e vários foram os grupos brasileiros que iniciaram sua atividade ou aprimoraram sua técnica sob a orientação de Álvaro Apocalypse.